# Щедрик папірусовий
Ще́дрик папірусовий (Crithagra koliensis) — вид горобцеподібних птахів родини в'юркових (Fringillidae). Мешкає в регіоні Африканських Великих озер.

## Опис
Довжина птаха становить 10-11,5 см, вага 11-16 г. Забарвлення переважно зеленувато-жовте, голова і спина більш зеленуваті, горло, груди і живіт більш жовті. Над очима жовті "брови", криоа і хвіст чорнуваті. Самиці є дещо менш яскравими, ніж самці. Дзьоб чорнуватий, лапи тілесного кольору, очі темно-карі.

## Поширення і екологія
Папірусові щедрики мешкають в Демократичній Республіці Конго, Уганді, Руанді, Бурунді, Кенії і Танзанії. Вони живуть на болотах, в очеретяних і папірусових заростях. Живляться переважно насінням папірусу, а також інших рослин, іноді безхребетними.